# Lancea
Lancea – rodzaj roślin z rodziny Mazaceae. Obejmuje dwa gatunki. Rosną one w Himalajach, Chinach i Mongolii. Korzeń Lancea thibetica jest w Kaszmirze wypalany razem z tytoniem jako narkotyk.

## Morfologia
PokrójRoślina zielna, bylina, z długimi i cienkimi rozłogami oraz wiązkowymi korzeniami. Łodygi skrócone.
LiścieNieliczne, naprzeciwległe, na krótkich i oskrzydlonych ogonkach. Dolne liście zredukowane do łusek.
KwiatyZebrane w szczytowy kilkukwiatowy kwiatostan. Kielich zrosłodziałkowy, dzwonkowaty, z 5 ząbkami podobnej długości jak rurka. Korona kwiatu z walcowatą rurką i dwiema wargami, z których dolna jest płasko rozpostarta, trójklapowa, ze środkową łatką całobrzegą lub podzieloną; górna warga nieco łukowato wygięta, wzniesiona lub rozpostarta, dwułatkowa. Pręciki cztery, w tym dwa dłuższe, nitki pręcików nagie lub owłosione, pylniki rozchylone. Słupek schowany w rurce korony, nagi, znamię dwułatkowe lub wachlarzykowate.
OwoceKuliste, jagodopodobne (mięsistawe i nie otwierające się) torebki, zawierające liczne nasiona o cienkiej łupinie.

## Systematyka
Rodzaj w obrębie rodziny Mazaceae siostrzany dla Dodartia. 
Wykaz gatunków
- Lancea hirsuta Bonati
- Lancea tibetica Hook.f. & Thomson